# Zc

Các nước thành viên năm 2008

Ủy ban Zangger (tên tiếng Anh: Zangger Committee, viết tắt: ZC) hay còn gọi là Ủy ban xuất khẩu hạt nhân. Ủy ban được đặt theo tên của vị chủ tịch đầu tiên vì công lao sáng lập ra ủy ban. Ủy ban sáng lập ngày 
Xuất phát từ khoản III, mục 2 trong Hiệp ước không phổ biến vũ khí hạt nhân (NPT). Hiệp ước này trở thành bắt buộc vào mùng 5 tháng 3 năm 1970. Theo điều khoản này thì mọi hoạt động xuất khẩu hạt nhân phải được kiểm soát bởi lực lượng của IAEA.
Mọi thành viên của hiệp ước không được phép cung cấp a) nguồn hoặc nguyên liệu hạt nhân b) Trang thiết bị hoặc nguyên liệu được đặc thù thiết kế hoặc chuẩn bị cho quá trình, sử dụng hoặc sản xuất nguyên liệu hạt nhân cho bất cứ quốc gia không được mang vũ khí hạt nhân nào vì mục đích hòa bình, trừ khi những thứ đó được kiểm soát theo những yêu cầu ghi trong điều khoản này.
Giữa những năm 1971 và 1974, một loạt các cuộc họp giữa 15 nhà cung cấp hạt nhân đã được tổ chức tại Viên, chủ trì bởi giáo sư Claude Zangger người Thụy Sĩ. Mục tiêu của nhóm là nhằm xác định rõ một định nghĩa chung cho cụm từ "Trang thiết bị hoặc nguyên liệu được đặc thù thiết kế hoặc chuẩn bị cho quá trình, sử dụng hoặc sản xuất nguyên liệu hạt nhân". Bên cạnh đó nhóm còn tìm cách đưa ra những điều kiện và thủ tục nhằm quản lý xuất khẩu những thiết bị và nguyên liệu như vậy, sao cho hợp với nguyên tắc, quy định trong điều khoản và dựa trên cơ sở công bằng trong cạnh tranh thương mại. Tuy nhiên, nhóm trên mà sau này gọi là Ủy ban Zangger cũng thống nhất rằng đây là một liên minh không chính thức, các quyết định của nhóm không có tính chất bắt buộc về mặt pháp lý đối với các thành viên.
Tiếp theo giáo sư Claude Zangger chức chủ tịch đã được tiếp quản bởi ông Ilkka Mäkipentti của Phần Lan sau đó là tiến sĩ Fritz W. Schmidt của nước Áo. Hiện nay, từ mùng 1 tháng 8 năm 2006 chủ tịch là ông Pavel Klucký của nước cộng hòa Czech
Ủy ban có nhiệm vụ duy trì và cập nhật một bản danh sách các thiết bị mà chỉ có thể được xuất khẩu khi có sự giám sát của IAEA tại nước nhập khẩu (gọi là bản danh sách Trigger- Trigger List). 
Ủy ban cũng là một nơi cho phép các thành viên điều phối các vấn đề xuất khẩu hạt nhân. Chính tính chất không chính thức của Ủy ban lại khiến cho nó có khả năng hơn trong việc giải quyết các vấn đề về không phổ biến hạt nhân, vấn đề thường khó giải quyết hơn nhiều khi đưa ra ở Nhóm cũng cấp hạt nhân (Nuclear Suppliers Group). Hơn nữa Trung Quốc cũng là thành viên của Ủy ban.
Cùng với sự phát triển của công nghệ hạt nhân, trách nhiệm của Ủy ban là liên tục cập nhật bản danh sách, đồng thời đưa ra các tiêu chuẩn về an toàn và giám sát hạt nhân phù hợp với yêu cầu của thời đại.

## Thành viên
Tính đến ngày 31 tháng 12 năm 2006 thì ZC có 36 thành viên Argentina, Úc, Áo, Bỉ, Bulgaria, Canada, Trung Quốc, Croatia, Cộng hòa Séc, Đan Mạch, Phần Lan, Pháp, Đức, Hy Lạp, Hungary, Ireland, Ý, Nhật Bản, Hàn Quốc, Luxembourg, Hà Lan, Na Uy, Ba Lan, Bồ Đào Nha, România, Nga, Slovakia, Nam Phi, Tây Ban Nha, Thụy Điển, Thụy Sĩ, Thổ Nhĩ Kỳ, Ukraina, Anh quốc, Mỹ.